# Jugendbund
Als Jugendbund kann man die in verschiedenen Kulturen verbreitete Zusammenfassung vornehmlich der männlichen unverheirateten Jugendlichen und jungen Männer (Junggesellen) einer Altersklasse zu einer mehr oder minder institutionell verfestigten Organisation bezeichnen.
Vor allem Volkskundler und Soziologen, aber auch Historiker erforschen die Erscheinungsformen der Jugendbünde.

## Deutschsprachiger Raum: Gegenwart
Während insbesondere im Rheinland die Bezeichnung Junggesellenverein vorherrscht, wird in Bayern und Österreich vorwiegend von Burschenschaften gesprochen, während in der Schweiz die traditionelle Bezeichnung Knabenschaft oder Knabengesellschaft dominiert.
In Österreich heißen die Vereinigungen auch Zechen, Irten, Ruden oder Passen.
Heute sind sie wichtige Träger des traditionellen Brauchtums. 

## Deutschsprachiger Raum: Geschichte
Statuten von Jugendbünden liegen überwiegend erst aus dem 19. Jahrhundert vor, nur vereinzelte Stücke stammen aus der Zeit vor 1800.
Oft waren vormoderne Jugendbünde an ländlichen Rügebräuchen wie dem Charivari (bzw. Katzenmusik) oder Haberfeldtreiben beteiligt, bei dem abweichendes Verhalten, das mit den Normen der Gemeinschaft nicht in Einklang stand, geahndet wurde.
In den frühneuzeitlichen Quellen lässt sich oft nicht erkennen, ob aggressiv auftretende nächtliche Unruhestörer, die Norbert Schindler untersucht hat, einem Jugendbund angehörten. Die Übergänge zwischen Jugendbünden und Jugendbanden waren fließend.
Die Schweizer Forschung (Wackernagel, Schaufelberger u. a.) hat den engen Zusammenhang der Knabenschaften mit der Kriegsführung und der Fehde hervorgehoben.

## Frankreich und Italien: Geschichte
Gut untersucht sind die spätmittelalterlich-frühneuzeitlichen Verhältnisse in Frankreich (Davis, Robert Muchembled) und im Italien der Renaissance. In England ist die Beleglage hinsichtlich formaler Vereinigungen außerordentlich dünn (Griffiths S. 171).
Im spätmittelalterlichen Frankreich zogen Jugendbanden Frauen jagend und vergewaltigend durch die Nacht (Roussiaud).